# Elemento químico esencial
Se llaman elementos químicos esenciales  a una serie de elementos que se consideran esenciales para la vida o para la subsistencia de organismos determinados. Para que un elemento se considere esencial, este debe cumplir cuatro condiciones:
- La ingesta insuficiente del elemento provoca deficiencias funcionales, reversibles si el elemento vuelve a estar en las concentraciones adecuadas.
- Sin el elemento, el organismo no crece ni completa su ciclo vital.
- El elemento influye directamente en el
- No esenciales

## Clasificación
La mayoría son átomos ligeros o elementos ligeros. Generalmente se clasifican según su abundancia en macroelementos, elementos traza y ultratraza . Los elementos traza y ultratraza son denominados oligoelementos. En la siguiente lista se muestran los bioelementos presentes en el ser humano ordenados según su abundancia.
- Macroelementos o elementos abundantes: oxígeno, carbono, hidrógeno, nitrógeno, calcio, fósforo, potasio, azufre, sodio, cloro, hierro, magnesio.
- Elementos Traza (ver Oligoelementos): flúor, zinc, cobre, silicio, vanadio, estaño, selenio, manganeso, yodo, níquel, molibdeno, cromo, cobalto.
- Elementos Ultratraza:[2] Son aquellos elementos que se requieren en una dosis menor a 1 mg por día. La esencialidad de dichos elementos no está demostrada, excepto para el yodo y el molibdeno.

No todos los seres vivos tienen la misma proporción de elementos esenciales, por ejemplo el wolframio es un elemento químico esencial para algunos seres vivos. En la siguiente tabla periódica se resaltan los elementos esenciales reconocidos, así como algunos que podrían ser considerados, como el litio, cadmio, arsénico y estaño

## Tabla periódica y elementos esenciales
| H  |    |     |    |    |    |    |    |    |    |    |    |    |    |    |    |    | He |  |  |  |  |  |  |  |  |  |  |  |  |  |  |  |
| Li | Be |     |    |    |    |    |    |    |    |    |    | B  | C  | N  | O  | F  | Ne |  |  |  |  |  |  |  |  |  |  |  |  |  |  |  |
| Na | Mg |     |    |    |    |    |    |    |    |    |    | Al | Si | P  | S  | Cl | Ar |  |  |  |  |  |  |  |  |  |  |  |  |  |  |  |
| K  | Ca | Sc  | Ti | V  | Cr | Mn | Fe | Co | Ni | Cu | Zn | Ga | Ge | As | Se | Br | Kr |  |  |  |  |  |  |  |  |  |  |  |  |  |  |  |
| Rb | Sr | Y   | Zr | Nb | Mo | Tc | Ru | Rh | Pd | Ag | Cd | In | Sn | Sb | Te | I  | Xe |  |  |  |  |  |  |  |  |  |  |  |  |  |  |  |
| Cs | Ba | La* | Hf | Ta | W  | Re | Os | Ir | Pt | Au | Hg | Tl | Pb | Bi | Po | At | Rn |  |  |  |  |  |  |  |  |  |  |  |  |  |  |  |
| Fr | Ra | Ac* | Rf | Db | Sg | Bh | Hs | Mt | Ds | Rg | Cn | Nh | Fl | Mc | Lv | Ts | Og |  |  |  |  |  |  |  |  |  |  |  |  |  |  |  |
|    |    |     |    |    |    |    |    |    |    |    |    |    |    |    |    |    |    |  |  |  |  |  |  |  |  |  |  |  |  |  |  |  |

| Elemento mayoritario | Elemento mayoritario | Elemento mayoritario | Elemento mayoritario | Elemento traza | Elemento traza | Elemento traza | Elemento traza | Esencialidad discutida | Esencialidad discutida | Esencialidad discutida | Esencialidad discutida |

## Causas de la esencialidad
Hay elementos que están en un organismo, pero se cree que no son esenciales. En el caso de que se quiera comprobar si la deficiencia de un elemento puede afectar a un organismo, el estudio es complicado por las pequeñas
concentraciones que se manejan: es posible que el elemento llegue de forma inadvertida al organismo o puede suceder que el organismo sea capaz de aguantar con las reservas que tiene y no observarse deficiencia hasta pasadas varias generaciones.
Normalmente la esencialidad se demuestra cuando se descubre una función biológica para algún compuesto del elemento. Se cree que estos elementos químicos se han convertido en esenciales debido a su abundancia y asequibilidad. Así, existe una buena relación entre la esencialidad de un elemento y su abundancia en la corteza terrestre o en el agua de mar.
En los casos en los que un elemento es abundante pero no esencial, se explica teniendo en cuenta que es difícil disponer de él. Por ejemplo, el aluminio es un elemento muy abundante en la corteza terrestre y no es un elemento esencial, seguramente debido a que forma compuestos muy insolubles en agua y los organismos no lo pueden captar fácilmente.
También las condiciones han cambiado desde los inicios de la vida y los organismos han podido ir adaptándose a los cambios producidos. Por ejemplo, el hierro ahora es poco asequible, pues principalmente está como Fe3+ que forma compuestos poco solubles y los organismos tienen que formar complejos solubles para captarlo. Sin embargo, cuando la atmósfera era menos oxidante se encontraba principalmente como Fe2+, el cual sí forma compuestos más solubles.

## Relación dosis-respuesta
Representación cualitativa de la respuesta de un organismo frente a
la dosis de un elemento químico esencial
Cualquier elemento, sea esencial o no, puede ser tóxico a partir de unas determinadas concentraciones. Para cada elemento esencial existe un rango de concentraciones considerado óptimo para un organismo. En este rango se alcanza una concentración con la que se pueden desarrollar correctamente las funciones que dependen de ese elemento, pero no es excesivamente alta como para que produzca efectos tóxicos.
Por debajo de este rango se produce la deficiencia en ese elemento, lo que conlleva la aparición de efectos patológicos o incluso la muerte del organismo.
Por encima del rango óptimo también aparecen efectos patológicos o muerte del organismo derivados de la toxicidad del elemento.
En un organismo, los niveles óptimos de un elemento se mantienen mediante “mecanismos homeostáticos”. De esta forma se controla la absorción, almacenamiento y excreción de los elementos. Sin embargo, se puede producir déficit o exceso debido a la dieta, a problemas en los mecanismos de absorción, etc.